# Hilara genupallida
Hilara genupallida är en tvåvingeart som beskrevs av Frey 1955. Hilara genupallida ingår i släktet Hilara och familjen dansflugor. Inga underarter finns listade i Catalogue of Life.